# Разі-Неса
Разі-Неса (перс. رضي نسا) — село в Ірані, у дегестані Сардар-е-Джанґаль, у бахші Сардар-е-Джанґаль, шагрестані Фуман остану Ґілян. За даними перепису 2006 року, його населення становило 16 осіб, що проживали у складі 5 сімей.

## Клімат
Середня річна температура становить 13,03°C, середня максимальна – 27,27°C, а середня мінімальна – -1,56°C. Середня річна кількість опадів – 540 мм.
| Клімат поселення                              | Клімат поселення | Клімат поселення | Клімат поселення | Клімат поселення | Клімат поселення | Клімат поселення | Клімат поселення | Клімат поселення | Клімат поселення | Клімат поселення | Клімат поселення | Клімат поселення | Клімат поселення |
| Показник                                      | Січ.             | Лют.             | Бер.             | Квіт.            | Трав.            | Черв.            | Лип.             | Серп.            | Вер.             | Жовт.            | Лист.            | Груд.            |                  |
| Середній максимум, °C                         | 11,29            | 9,97             | 10,97            | 15,66            | 20,66            | 25,74            | 27,27            | 27,08            | 22,65            | 19,58            | 14,61            | 11,15            |                  |
| Середня температура, °C                       | 5,52             | 4,21             | 5,22             | 9,90             | 14,89            | 19,99            | 22,98            | 22,81            | 18,36            | 15,30            | 10,33            | 6,86             |                  |
| Середній мінімум, °C                          | −0,26            | −1,56            | −0,56            | 4,12             | 9,12             | 14,21            | 18,71            | 18,51            | 14,09            | 11,03            | 6,05             | 2,60             |                  |
| Норма опадів, мм                              | 45               | 41               | 65               | 66               | 37               | 19               | 13               | 19               | 42               | 61               | 56               | 76               |                  |
| Середньомісячна швидкість вітру, м/с          | 2.10             | 2.36             | 2.45             | 2.45             | 2.21             | 2.00             | 2.35             | 2.16             | 1.89             | 1.99             | 1.97             | 1.92             |                  |
| Середньомісячна сонячна радіація, кДж/м²·день | 7142             | 9480             | 11635            | 15922            | 19690            | 22184            | 22962            | 19708            | 16182            | 11424            | 8814             | 6895             |                  |
| --------------------------------------------- | ---------------- | ---------------- | ---------------- | ---------------- | ---------------- | ---------------- | ---------------- | ---------------- | ---------------- | ---------------- | ---------------- | ---------------- | ---------------- |
| Джерело:                                      |                  |                  |                  |                  |                  |                  |                  |                  |                  |                  |                  |                  |                  |